# Специјалци из броја 36
Специјалци из броја 36 (фр. 36 quai des Orfèvres) је криминалистички драмски трилер из 2004. године у режији Оливјеа Маршала. Главне улоге играју: Данијел Отеј, Жерар Депардје, Андре Дусолије и Валерија Голино. Наслов филма односи се на адресу седишта Префектуре Париске полиције. Филм је преведен као Специјалци из броја 36, а тачан превод на српски језик је Златарски кеј 36. 

## Радња
Банда пљачкаша делује у Паризу, пљачкајући камионе са готовином у транзиту са посебном окрутношћу. Плен паметних убица: седам камиона, девет брутално убијених чувара, два милиона евра у готовини.
Шеф криминалистичке полиције, дивизијски комесар Париза, Роберт Мансини, постаје начелник Префектуре Париске полиције и тражи замену.
Две бригаде криминалистичке полиције одмах ће преузети истрагу ових злочина, на челу са бившим пријатељима комесаром Денијем Клајном (Бригада за борбу против разбојништва, (БРБ), (фр. Brigade de répression du banditisme (BRB)) и комесаром Леом Вринксом (Бригада за претрагу и реаговање, (БРИ), (фр. Brigade de recherche et d'intervention (BRI)). Имају потпуно различите методе рада и циљеве. Мансини обећава комесарима Вринксу и Клајну да ће онај ко ухвати банду која пљачка оклопне камионе добити упражњено место. Двојица полицајаца започињу заједнички радни однос, истрагу, а када се Вринкс што више приближи решењу, доспевши у тешку ситуацију, Клајн га подло намешта, не слутећи како би се ово могло завршити.

## Улоге
| Глумац          | Улога          |
| --------------- | -------------- |
| Данијел Отеј    | Лео Вринкс     |
| Жерар Депардје  | Дени Клајн     |
| Андре Дусолије  | Роберт Мансини |
| Рошди Зем       | Иго Силјен     |
| Валерија Голино | Камил Вринкс   |
| Данијел Дивал   | Еди Валанс     |
| Милен Демонжо   | Ману Берлинер  |
| Катрин Маршал   | Ев Верхаген    |
| Франсис Рено    | Тити Брасоро   |
| Ален Фиглаж     | Франсис Орн    |
| Оливје Маршал   | Кристо         |